# 梵塔黑

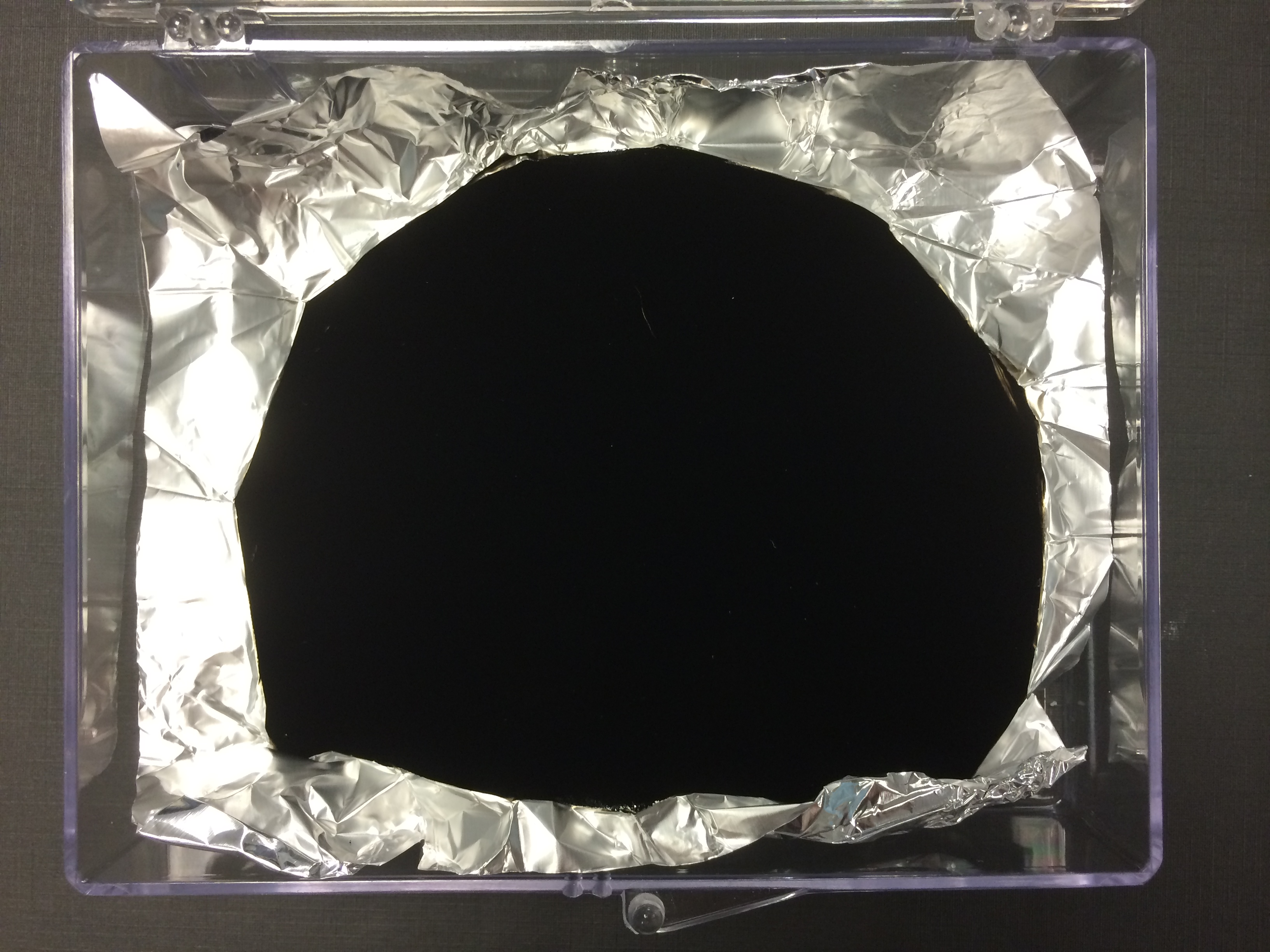
鍍上梵塔黑的鋁箔

梵塔黑（Vantablack）是目前已知最黑的物質之一，由垂直排列生成的奈米碳管組成，常温下本体不发射可见光，而且吸收最高達99.965%的可見光波段電磁輻射。因为當光線入射奈米碳管黑體時幾乎不會反射出去，而是會侷限於管壁之中不斷偏折，直到最後轉換成熱能為止。

## 命名來源
由「垂直排列奈米碳管陣列」（Vertically Aligned NanoTube Arrays）的首字母縮寫而成，後面再接英文的「black」，形成Vantablack，中文結合音意译為“梵塔黑”。此名稱被英國的Surrey NanoSystems有限公司作為該材料的商標。

## 應用
該物質有許多潛在的應用，包括防止雜散光進入望遠鏡，改良地球上和太空中的紅外線照相機的影像表現。
薩里奈米系統公司首席技術長班兼森表示：
比如說，它可以減少雜散光，改進敏銳的望遠鏡看見最暗星的可行性... 它的極低反射率改良了地面、太空以及空中儀器的解析度。
奈米碳管黑體同時增加了聚光太陽能熱發電的熱吸收率，以及軍事應裡的熱迷彩。
這物質同時也被藝術家安尼施·卡普爾使用。他表示，「他就像顏料一樣有用...想像一下一個如此黑的空間，以致於當你漫步於其中時你無法感受你的位置、你的身分、特別是無從得知時間，你完全失去了這些感覺。」
然而這種黑色會徹底破壞衣服的特性。

## 外部連結
- Article with images of vantablack-coated aluminium foil（页面存档备份，存于）